# Stictotarsus multilineatus
Stictotarsus multilineatus är en skalbaggsart som först beskrevs av Falkenström 1922.  Stictotarsus multilineatus ingår i släktet Stictotarsus och familjen dykare. Arten är reproducerande i Sverige. Inga underarter finns listade i Catalogue of Life.